# Acta Sanctorum

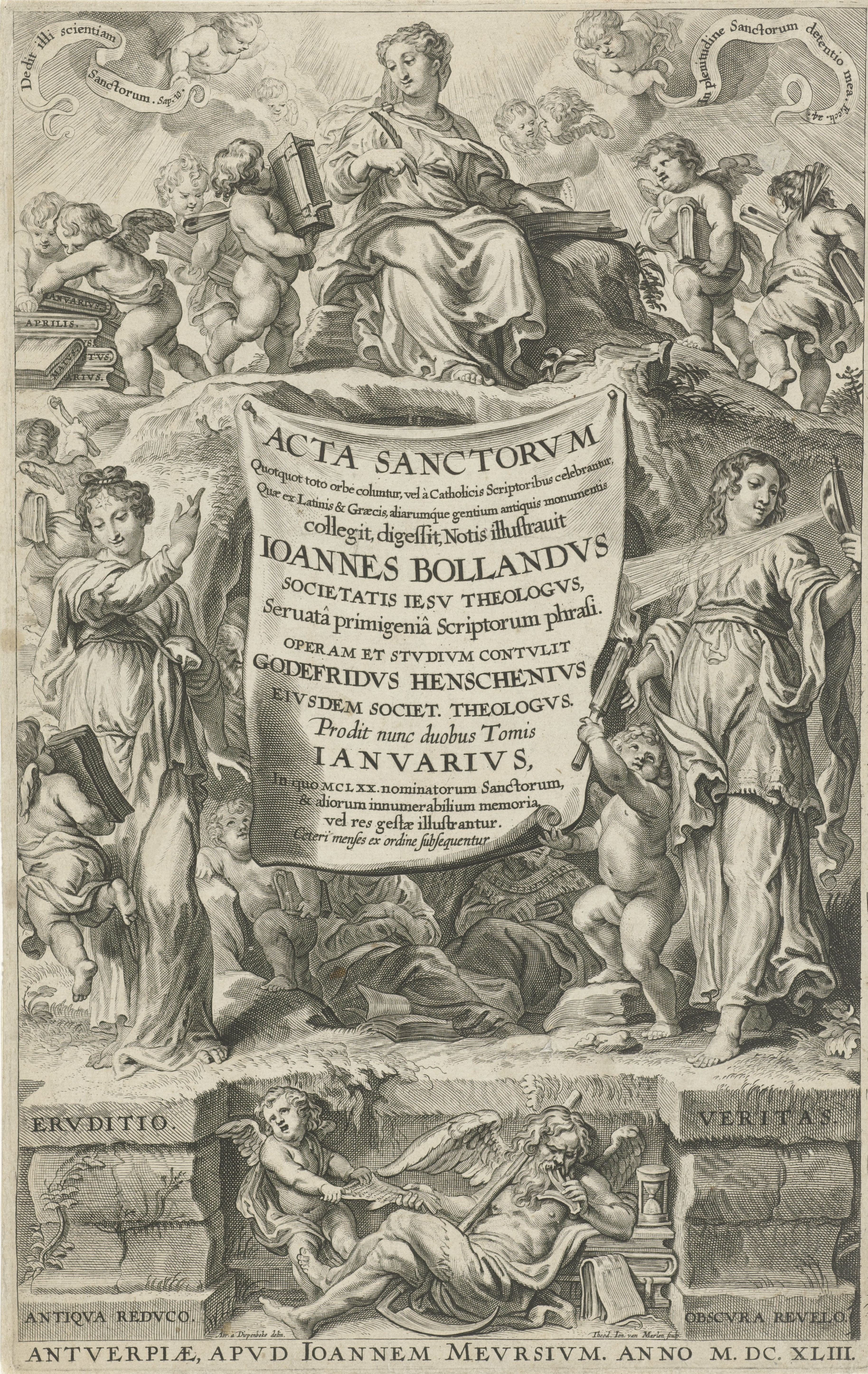
Titelblatt des ersten Bandes der von den Bollandisten herausgegebenen Acta Sanctorum, 1643

Der Ausdruck Acta Sanctorum (lateinisch für „Taten der Heiligen“) bezeichnet verschiedene Legendensammlungen von älteren Nachrichten über die Märtyrer und sonstigen Heiligen der griechischen und katholischen Kirche. Im engeren Sinne bezeichnet er, auch unter den Abkürzungen ActaSS, AA.SS. und A.S., das großangelegte hagiographische Projekt der Bollandisten zur Erstellung einer wissenschaftlich fundierten Heiligenübersicht.

## Vorgeschichte
Die ersten Grundlagen dieses Literaturzweiges sind die Acta Martyrum, Berichte über Verhör, Verurteilung und Hinrichtung der Märtyrer durch heidnische Obrigkeiten. Es gibt amtliche kirchliche Berichte darüber, auch so genannte Prokonsularakten, die von den Gerichtsschreibern während der Verhandlung aufgezeichnet wurden, und Berichte von Zeitgenossen.
Viel zahlreicher aber sind die erdichteten, gefälschten oder doch in späterer Zeit überarbeiteten Märtyrerakten. Einen ausgezeichneten, wenn auch nicht ganz vollständigen Versuch, Echtes von Unechtem zu unterscheiden, machte der Mauriner Thierry Ruinart (1657–1709) in den „Acta primorum martyrum sincera“ (Paris 1689 u. ö.).
Neben den Acta Martyrum sind die Kalendarien, Verzeichnisse der Todes- und Gedenktage der Märtyrer nach der Ordnung des Kalenders, zu erwähnen. Das älteste Kalendarium ist das römische aus dem Jahr 354 (Chronograph von 354). Eine Erweiterung dieser Kalendarien sind die aus dem 7. und den folgenden Jahrhunderten stammenden Martyrologien, in die auch Heilige aufgenommen wurden, die keine Märtyrer waren, mit teilweise unzuverlässigen biographischen Notizen. Das älteste trägt zu Unrecht den Namen des Hieronymus, andere stammen von Beda, Ado, Usuard, Rabanus Maurus und Notker Balbulus.
Das „Martyrologium Romanum“ ist das amtliche Verzeichnis aller in der römisch-katholischen Kirche anerkannten Heiligen. 1584 wurde dieses Verzeichnis im Auftrag Gregors XV. von Cesare Baronio revidiert und herausgegeben, eine erneute Revision wurde 1748 von Benedikt XIV. eingerichtet. Die historisch-kritische Edition stammt von H.  Delehaye u. a. Das neueste Verzeichnis stammt aus dem Jahr 2004. Es gibt auch Martyrologien für einzelne Länder und Orden. Den Martyrologien entsprechen in der griechischen Kirche die Synaxarien, Menäen und Menologien.
Seit dem 4. Jahrhundert erschienen immer zahlreicher Biographien einzelner Heiligen, später auch Sammlungen von diesen. Eine große Verbreitung fanden insbesondere die des Griechen Symeon Metaphrastes um 900 und die Legenda aurea des Jacobus de Voragine.

## Publikation
Seit Ende des 15. Jahrhunderts wurden solche Sammlungen mit etwas mehr, freilich noch sehr unzulänglicher literarischer Kritik herausgegeben von Boninus Mombritius („Sanctuarium“, 2 Bde., Venedig 1474), Aloysius Lippomannus („Vitae Sanctorum“, 8 Bde., Rom 1551–1560) und Laurentius Surius („Vitae Sanctorum“, 6 Bde., Köln 1570–1575). Für eine größere und wissenschaftlichen Ansprüchen besser gerecht werdende Sammlung dieser Art sammelte der Jesuit Heribert Rosweyde (1569–1629) Materialien und veröffentlichte 1607 einen Plan für das Gesamtwerk.

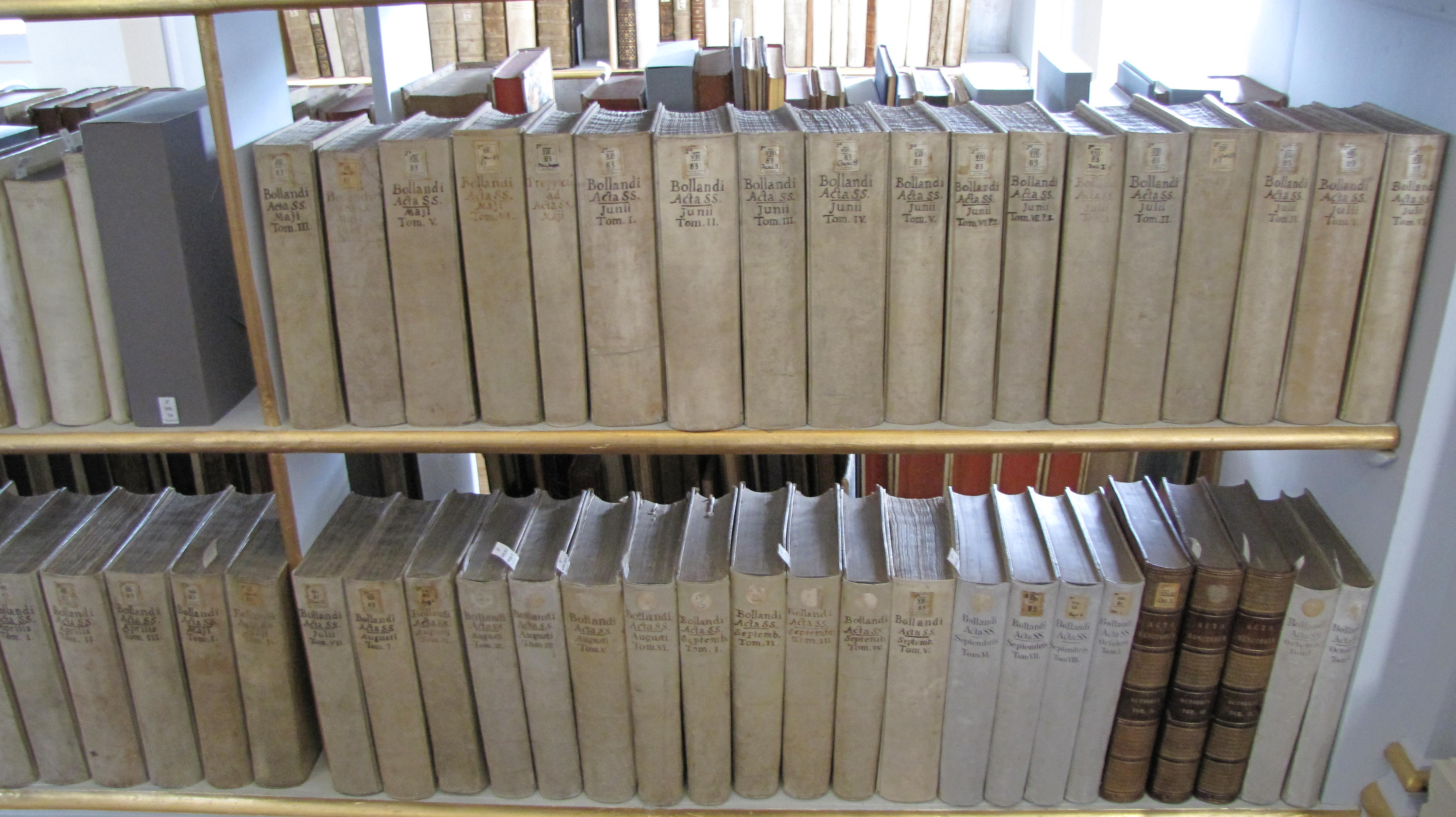
Bände der Acta Sanctorum in der Herzogin-Anna-Amalia-Bibliothek Weimar

Nach dessen Tod wurde Johann Bolland (1596–1665) vom Ordensoberen mit der Bearbeitung beauftragt. Er erweiterte Rosweyds Plan und veröffentlichte in Antwerpen von 1643 an in Verbindung mit Gottfried Henschen und Daniel Papebroek fünf Bände Acta Sanctorum, die nur die Heiligen der Monate Januar und Februar enthalten. Der von Abraham van Diepenbeck gestaltete Frontispiz zum ersten Band lädt in einer komplexen visuellen Argumentation dazu ein, die in dieser Publikation dokumentierte Leistung zu genießen und zu würdigen, die mit der Zeit dem Vergessen anheimfallende Erinnerung an die Legenden der Heiligen dank Gelehrsamkeit und einer Verpflichtung auf Wahrheitskritierien der voranschreitenden Vergessenheit zu entreißen und den Blick auf die fast vergessenen Heiligen selbst und ihr Leben wieder freizugeben.
Dieses Werk wurde von anderen Jesuiten, den Bollandisten, in immer weiter zunehmender Ausführlichkeit fortgesetzt weiterhin in Antwerpen, ab Octobris, Bd. IV 1780 in Brüssel herausgegeben. Bis 1786 erschienen 52 Bände, die bis zum 11. Oktober reichen. Die nach der Aufhebung des Jesuitenordens 1773 durch Papst Clemens XIV. unter dem Einfluss des Josephinismus 1788 erfolgte Auflösung der jesuitischen Einrichtungen auch in den österreichischen Niederlanden machte die Fortsetzung des Unternehmens in Brüssel unmöglich. Dem Versuch der Prämonstratenser zu Tongerloo, die noch 1794 den 53. Band herausgegeben hatten, das Editionsvorhaben weiterzuführen, setzte die Französische Revolution bzw. die Eroberung der österreichischen Niederlande im Zuge der Revolutionskriege durch die Truppen der französischen Revolutionsarmee ein Ende. Anschließend geriet das Werk ins Stocken.
1837 übernahmen auf Initiative von Pierre François Xavier de Ram (1804–1865) dem Gründungsrektor der 1835 ins Leben gerufenen katholischen Universität Löwen, einige Jesuiten, die so genannten Neuen Bollandisten, mit Unterstützung der belgischen Regierung die Fortsetzung. Die Bände 54–68 erschienen mit Ausnahme von Bd. 60 (Octobris, Bd. XIII), (Palmé) Paris 1883, Bd. 61 (Octobris, Bd. XIV), (Palmé) Paris 1875 und Bd. 62 (Novembris, Bd. I), (Palmé) Paris 1887 wieder in Brüssel, der Index hagiologicus von Rigollot zum Abschluss des 1863–1867 veranstalteten, teilweise fehlerhaften und in der Paginierung abweichenden Nachdrucks der Acta sanctorum durch Viktor Palmé 1875 in Paris. Das Werk, das bis zum 10. November fortgeführt wurde (ActaSS November IV, 1925), wird wohl unvollendet bleiben, da die kalendarische Abfolge sich mit modernen wissenschaftlichen Anforderungen als unvereinbar erwiesen hat. Mit einem Publikationszeitraum von nahezu 300 Jahren dürften die Acta Sanctorum das Editionsprojekt mit der längsten je realisierten Laufzeit sein. Heute erfolgen die Editionen vor allem in der Reihe Subsidia Hagiographica, die wichtige Hilfsmittel hagiographischer Forschung, aber auch Monographien zu einzelnen Themen und Texten sowie Editionen umfassen, und in der Zeitschrift Analecta Bollandiana, beide herausgegeben von der Société des Bollandistes.
Teilweise sich mit dem Unternehmen der Bollandisten überschneidende Unternehmen sind die von Jean Mabillon und Thierry Ruinart in 9 Bänden herausgegebenen Acta sanctorum ordinis St. Benedicti, Seculum I–VI (500–1100). Coll. Lucas d’Achéry, Paris 1668–1701 und die Acta sanctorum martyrum Orientalium et Occidentalium in duas partes distributa. Adcedunt Acta S. Simeonis Stylitae. … Stephanus Evodius Assemanus Chaldaicum textum recensuit, notis vocalibus animavit, Latine vertit, admonitionibus, perpetuisque adnotationibus illustravit. J. Collini, Rom 1748.
Eine jüngere Edition äthiopischer Quellen sind die von Boris Turaiev, K. Conti Rossini u. a. edierten und ins Lateinische übersetzten Vitae sanctorum indigenarum. Harrassowitz, Leipzig 1904–1912 (vgl. die Reihe Scriptores Aethiopici des Corpus scriptorum Christianorum orientalium).